# Колибите (дем Пеония)
Вижте пояснителната страница за други значения на Колибите.
Колибите (на гръцки: Ειρηνικό, Иринико, катаревуса: Ειρηνικόν, Ириникон, до 1954 година Καλύβια Γιαννελλαίων, Каливия Янелеон), на турски Колибалар, е село в Гърция, дем Пеония, област Централна Македония със 117 души население (2001).

## География
Селото е разположено в историко-географската област Боймия, северно от град Ругуновец (Поликастро), на границата със Северна Македония.

## История

### В Османската империя
В XIX век селото е част от Гевгелийска каза, първото на юг от турските села в Търновата. Според статистиката на Васил Кънчов („Македония. Етнография и статистика“) от 1900 г. Колибите е населявано от 100 жители българи. В началото на XX век цялото население на Колибите е под върховенството на Българската екзархия. По данни на секретаря на екзархията Димитър Мишев („La Macédoine et sa Population Chrétienne“) в 1905 година в Колибите Алчакчи (Kolibité Altchaktzi) има 90 цигани.

### В Гърция
Селото остава в Гърция след Междусъюзническата война в 1913 година. В 1941 година в него се изселват жителите на село Даутли.